# Абрали
Абрали́ (каз. Абралы) — село у складі Жанасемейського району Абайської області Казахстану. Адміністративний центр та єдиний населений пункт Абралинського сільського округу.
Населення — 423 особи (2021; 638 у 2009, 933 у 1999, 1045 у 1989).
Національний склад станом на 1989 рік:
- казахи — 100 %

Станом на 1989 рік село називалось Арбали.